# Arthur Mann
Arthur Fraser Mann (Burntisland, 23 gennaio 1948 – Birmingham, 3 febbraio 1999) è stato un allenatore di calcio e calciatore scozzese, di ruolo difensore.

## Biografia
Suo figlio Neil è stato a sua volta un calciatore professionista.

## Carriera

### Giocatore
Esordisce tra i professionisti nella stagione 1967-1968 all'età di 19 anni con gli Hearts, con cui gioca 32 partite nella prima divisione scozzese e raggiunge anche una finale di Coppa di Scozia, persa per 3-1 contro il Dunfermline, nella quale peraltro gioca da titolare. A fine stagione viene ceduto agli inglesi del Manchester City, con cui nella stagione 1968-1969 gioca 8 partite nella prima divisione inglese e 2 partite in Coppa delle Coppe; nella stagione successiva gioca ulteriori 9 partite in campionato ed altre 2 partite in Coppa delle Coppe (competizione che viene peraltro vinta dalla sua squadra), scendendo inoltre in campo anche nella finale di Coppa di Lega (vinta per 2-1 contro il West Bromwich), mentre nella stagione 1970-1971 gioca 18 partite di campionato. Nella stagione 1971-1972 dopo un breve periodo in prestito (3 presenze) in seconda divisione al Blackpool trascorre alcuni mesi nella rosa dei Citizens senza mai scendere in campo in partite ufficiali, finché nel gennaio del 1972 viene ceduto al Notts County, club di terza divisione, con cui al termine della stagione conquista una promozione in seconda divisione, categoria in cui poi gioca con le Magpies fino alla stagione 1978-1979 quando, dopo 253 presenze e 21 reti in partite di campionato con il club, viene ceduto allo Shrewsbury Town, dove conclude la stagione 1978-1979 realizzando una rete in 9 presenze. Dal 1979 al 1982 gioca invece in quarta divisione con il Mansfield Town.

### Allenatore
Dal 1984 al 1986 ha allenato il Boston Utd. Dal 1988 al 1997, anno in cui ha smesso di allenare, ha lavorato come vice di Alan Buckley, prima al Grimsby Town e poi al West Bromwich. Nel 1997, dopo l'esonero di Buckley, per un brevissimo periodo è stato anche allenatore ad interim del West Bromwich.

## Palmarès

### Giocatore

#### Competizioni nazionali
- Coppa d'Inghilterra: 1

Manchester City: 1968-1969
- Coppa di Lega inglese: 1

Manchester City: 1969-1970
- FA Charity Shield: 1

Manchester City: 1968
- Conference League Cup: 1

Kettering Town: 1986-1987

#### Competizioni regionali
- Northamptonshire Senior Cup: 2

Kettering Town: 1986-1987, 1987-1988

#### Competizioni internazionali
- Coppa delle Coppe: 1

Manchester City: 1969-1970